# Ґюльберк Ґюльтекін
Ґюльберк Ґюльтекін (тур. Gülberk Gültekin; нар. 4 квітня 1974) — колишня турецька тенісистка.
Найвищу одиночну позицію світового рейтингу — 391 місце досягла 11 вересня 1995, парну — 451 місце — 21 серпня 1995 року.
Здобула 2 одиночні та 3 парні титули туру ITF.
Завершила кар'єру 2005 року.

## Фінали ITF
| Турніри $100,000 |
| Турніри $75,000  |
| Турніри $50,000  |
| Турніри $25,000  |
| Турніри $10,000  |

### Одиночний розряд: 4 (2–2)
| Результат | Дата           | Категорія | Турнір             | Покриття | Суперниця        | Рахунок            |
| --------- | -------------- | --------- | ------------------ | -------- | ---------------- | ------------------ |
| Поразка   | 26 липня 1993  | 10,000    | Стамбул, Туреччина | Ґрунт    | Карен Кросс      | 6–4, 5–7, 6–7(4–7) |
| Перемога  | 7 серпня 1995  | 10,000    | Стамбул, Туреччина | Тверде   | Ралука Санду     | 6–3, 6–1           |
| Перемога  | 28 серпня 1995 | 10,000    | Стамбул, Туреччина | Тверде   | Katrin Ittensohn | 7–6(7–3), 6–3      |
| Поразка   | 2 червня 1997  | 10,000    | Анталія, Туреччина | Тверде   | Ципора Обзилер   | 0–6, 4–6           |

### Парний розряд: 7 (3-4)
| Результат | Дата             | Категорія | Турнір                   | Покриття   | Партнерка            | Суперниці                                  | Рахунок       |
| --------- | ---------------- | --------- | ------------------------ | ---------- | -------------------- | ------------------------------------------ | ------------- |
| Поразка   | 26 червня 1995   | 10,000    | Мехіко, Мексика          | Тверде     | Мінді Вейнер         | Мелоді Фалько Джоелл Шад                   | 3–6, 3–6      |
| Перемога  | 7 серпня 1995    | 10,000    | Стамбул, Туреччина       | Тверде     | Selin Nassi Tekikbas | Аліче Пірсу Ралука Санду                   | 6–2, 6–2      |
| Перемога  | 2 червня 1997    | 10,000    | Анталія, Туреччина       | Тверде     | Дуйґу Акшит Оал      | Бобоєдова Марія Євгенівна Анета Сукап      | W/O           |
| Поразка   | 20 жовтня 1997   | 10,000    | Пуерто-Вальярта, Мексика | Тверде     | Клара Удофа          | Еріка Адамс Каті Шлукебір                  | 3–6, 4–6      |
| Поразка   | 10 серпня 1998   | 10,000    | Стамбул, Туреччина       | Тверде     | Дуйґу Акшит Оал      | Наталі Кахана Елені Даніліду               | 6–3, 3–6, 3–6 |
| Поразка   | 2 листопада 1998 | 10,000    | Рунгстед, Данія          | Тверде (i) | Karina Karner        | Шарлотте Оґор Майкен Папе                  | 4–6, 2–6      |
| Перемога  | 21 червня 1999   | 10,000    | Стамбул, Туреччина       | Тверде     | Дуйґу Акшит Оал      | Гульнара Фаттахетдінова Катерина Панюшкіна | 3–6, 6–2, 6–3 |